# Synanthedon flavicaudata
Synanthedon flavicaudata is een vlinder uit de familie wespvlinders (Sesiidae), onderfamilie Sesiinae.
Synanthedon flavicaudata is voor het eerst wetenschappelijk beschreven door Moore in 1887. De soort komt voor in het Oriëntaals gebied.